# 抚顺市雷锋纪念馆

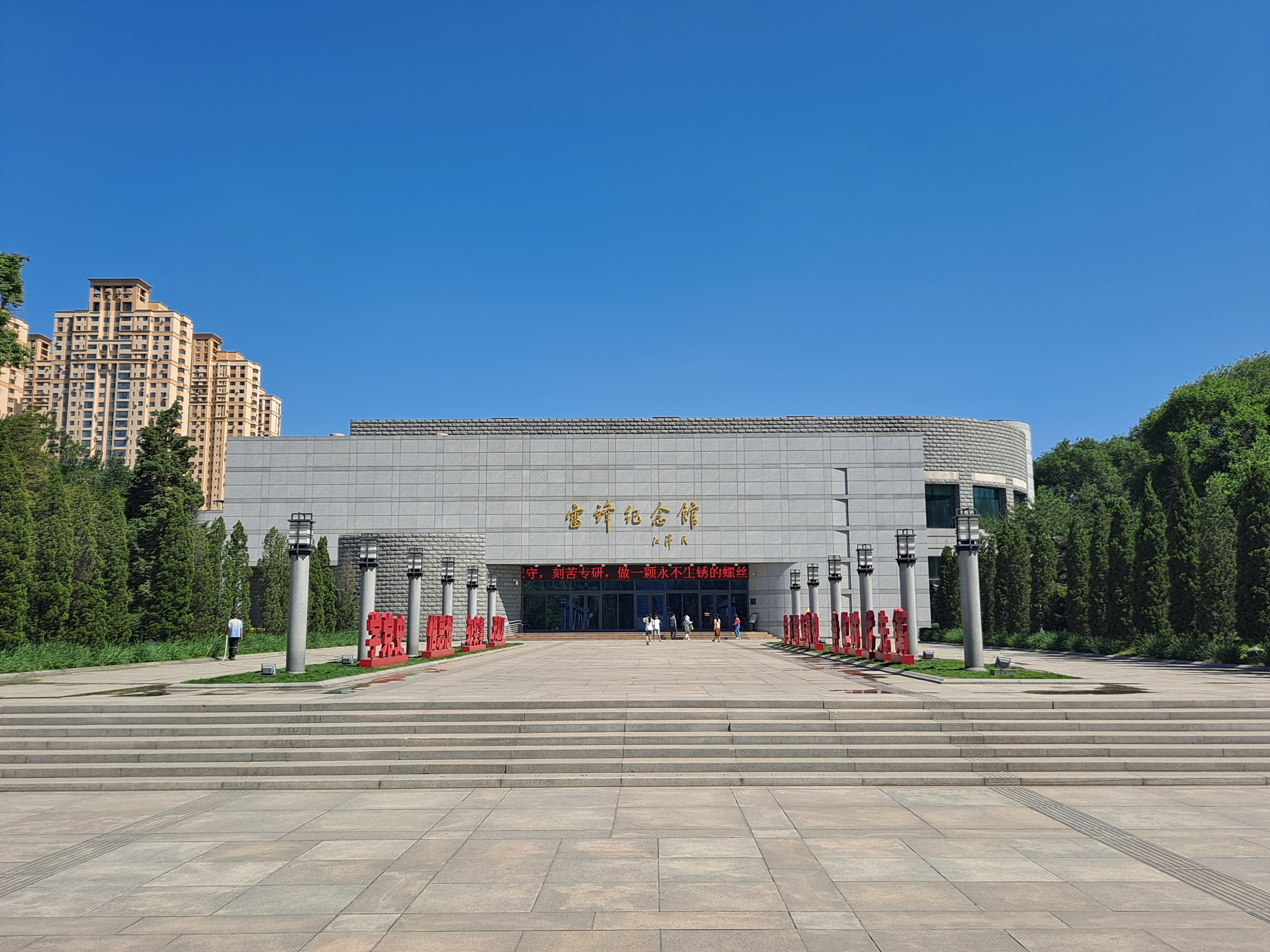
抚顺市雷锋纪念馆

抚顺市雷锋纪念馆建立于1965年8月15日，位于雷锋牺牲地—辽宁省抚顺市望花区雷锋路（原和平路）东段。

## 历史
由雷锋纪念碑、雷锋墓、雷锋塑像和雷锋事迹陈列馆4组纪念性建筑物组成。馆内有文物资料400多件，照片140多幅。
1979年，雷锋墓和雷锋纪念碑成为辽宁省文物保护单位。